# Vernichtungslager

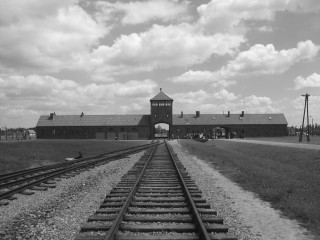
Einfahrtsgebäude des KZ Auschwitz-Birkenau; Ansicht von innerhalb des Geländes (2004)

Vernichtungslager, auch Todeslager oder umgangssprachlich emphatisch Todesfabriken genannt, werden eine Reihe von besonderen Konzentrationslagern (KZ) genannt, die in der Zeit des Nationalsozialismus von SS-Totenkopfverbänden im besetzten Polen und der Sowjetunion speziell für den Massenmord an Juden aus ganz Europa und weiteren von den Nationalsozialisten verfolgten Personengruppen genutzt wurden.
Aus der Existenz von Konzentrationslagern machten die Nationalsozialisten bereits 1933 keinen Hehl, dienten diese doch der Abschreckung. Die Vernichtungslager hingegen unterlagen strenger Geheimhaltung. Zur Tarnung wurde der Massenmord sogar im internen Schriftverkehr nur mit „Sonderbehandlung“, „Säuberung“, „Umsiedlung“ oder „Evakuierung“ umschrieben. Von der SS wurden die Vernichtungslager als Konzentrationslager bezeichnet und unterlagen ebenfalls der Inspektion der Konzentrationslager. Die Benennung Vernichtungslager erfolgte erst später in der Geschichtswissenschaft und in Gerichtsprozessen und dient der näheren Kategorisierung.
Von ihrer Errichtung ab dem Jahr 1941 bis zu ihrer Befreiung durch die Rote Armee der Sowjetunion 1944 und 1945 wurden in diesen Vernichtungslagern mehr als drei Millionen Menschen vor allem durch Gaskammern in einer oft als industriell bezeichneten Form ermordet. Die Vernichtungslager nehmen damit neben den Massenerschießungen im Zuge des Überfalls auf die Sowjetunion eine zentrale Rolle im Völkermord an den Juden ein.

## Unterscheidung von anderen Konzentrationslagern
Konzentrations- und Vernichtungslager der NS-Diktatur entstanden in unterschiedlichen zeitlichen Stadien von deren Herrschaft. Bereits ab 1933 errichtete das NS-Regime frühe Konzentrationslager. Die Vernichtungslager mit fabrikmäßig organisierter Ermordung von Menschen in Gaskammern wurden ab Frühjahr 1942 betrieben. Zuvor waren im Vernichtungslager Kulmhof in einer ersten Phase ab Dezember 1941 Juden in dort stationierten Gaswagen ermordet worden.
Im Gegensatz zu anderen Konzentrationslagern, wo Inhaftierte neben einzelnen Morden vor allem durch systematisch herbeigeführte Krankheit und Unterernährung sowie übermäßige Arbeit starben, die „Vernichtung durch Arbeit“, dienten die Vernichtungslager dem unmittelbaren Zweck der Ermordung der dorthin Deportierten, die mit speziellen Eisenbahnzügen in die Lager gebracht wurden.
Nachdem ein Transport das Lager erreicht hatte, wurden die Angekommenen meistens ungeachtet ihres Alters, ihres Geschlechts und ihrer Arbeitsfähigkeit in den Gaskammern ermordet. Nur aus manchen Transporten wurde eine geringe Anzahl arbeitsfähiger Menschen zurückgehalten, die für bestimmte Funktionen im Lager wie etwa in der Küche, als Totengräber, Leichenverbrenner sowie im Sortier- und Reparaturbetrieb vom NS-Regime benötigt wurden.

## Übersicht

### Konzentrationslager des SS-WVHA
Die Konzentrationslager, die von der SS-Inspektion der Konzentrationslager gegründet wurden und zumeist bis Kriegsende Bestand hatten, sind im engeren Sinn gemeint, wenn von den „Konzentrationslagern“ die Rede ist. Nach einem Befehl Heinrich Himmlers durften nur solche Lager offiziell als Konzentrationslager, kurz KL, bezeichnet werden, die der Inspektion der Konzentrationslager und später dem SS-Wirtschafts- und Verwaltungshauptamt (WVHA) unterstellt waren. Bei den 1941/42 neu gebauten Konzentrationslagern Auschwitz-Birkenau und Majdanek/Lublin kam von Beginn an die als „Endlösung“ bezeichnete massenhafte Vernichtung der als Feinde des Nationalsozialismus betrachteten Minderheiten wie der Juden, der Roma oder von sowjetischen Militärangehörigen hinzu. Die beiden Vernichtungslager in der Hierarchie des SS-WVHA werden deshalb in dieser Tabelle separat genannt.
| Name/Bezeichnung                      | Standort (heutiges Land) | Typ                                                   | Inbetriebnahme | Schließung/Befreiung | Geschätzte Anzahl der Toten |
| ------------------------------------- | ------------------------ | ----------------------------------------------------- | -------------- | -------------------- | --------------------------- |
| Auschwitz-Birkenau, auch Auschwitz II | Polen                    | Konzentrations-, Kriegsgefangenen-, Vernichtungslager | Oktober 1941   | Januar 1945          | ca. 1.100.000               |
| Majdanek, auch KL Lublin              | Polen                    | Konzentrations-, Vernichtungslager                    | Oktober 1941   | Juli 1944            | 78.000                      |

### Vernichtungslager der Aktion Reinhardt
Die hier aufgeführten Vernichtungslager wurden im Rahmen der so genannten Aktion Reinhardt gegründet. Diese Lager befanden sich auf dem Gebiet des Generalgouvernements Polen und wurden formal in der Verantwortung des jeweiligen Höheren SS- und Polizeiführer (HSSPF) betrieben.
| Name/Bezeichnung | Standort (heutiges Land) | Inbetriebnahme | Schließung/Befreiung | Geschätzte Anzahl der Toten |
| ---------------- | ------------------------ | -------------- | -------------------- | --------------------------- |
| Belzec           | Polen                    | März 1942      | Dezember 1942        | 434.500                     |
| Sobibor          | Polen                    | Mai 1942       | Oktober 1943         | 150.000–250.000             |
| Treblinka        | Polen                    | Juli 1942      | November 1943        | mindestens 900.000          |

## Entstehung
Zwischen Ende 1941 und Juli 1942 wurden sechs große Vernichtungslager in den im Osten von der Wehrmacht eroberten Gebieten in Betrieb genommen. Für ihre Einrichtung werden in der Fachliteratur mehrere Gründe genannt:
- Die Versorgungslage in den Ghettos, die die Nationalsozialisten in den eroberten Gebieten im Osten eingerichtet hatten, spitzte sich zu. Immer mehr Juden wurden dorthin deportiert, um Zwangsarbeit zu leisten, doch bald waren viele von ihnen – auch aufgrund der unzureichenden Ernährung – nicht mehr arbeitsfähig. Der SS-Obersturmbannführer im Reichssicherheitshauptamt Rolf-Heinz Höppner fragte im Juli 1941 in einem Vermerk, „ob es nicht die humanste Lösung ist, die Juden, soweit sie nicht arbeitseinsatzfähig sind, durch irgendein schnellwirkendes Mittel zu erledigen. Auf jeden Fall wäre dies angenehmer, als sie verhungern zu lassen“. Die Vernichtungslager dienten also dazu, in den überfüllten Ghettos Platz für weitere, arbeitsfähige jüdische Menschen zu schaffen.[2]
- Seit dem Überfall auf die Sowjetunion veranstalteten die Einsatzgruppen der Sicherheitspolizei und des SD im rückwärtigen Heeresgebiet Massenerschießungen unter den sowjetischen Juden. Diese Aktionen, die oft mehrere Tage hintereinander liefen, waren für die Polizisten, die die Morde ausführten, psychisch sehr belastend. Erich von dem Bach-Zelewski, der als Höherer SS- und Polizeiführer diese Erschießungen befehligte, erlitt Anfang 1942 einen Nervenzusammenbruch. Insofern schien die Einrichtung von Vernichtungslagern die Möglichkeit zu bieten, die körperliche Distanz zwischen Opfern und Tätern zu vergrößern und den Vorgang für letztere „humaner“ zu gestalten.[3]
- Als weiteren Grund nennt der Holocaustforscher Peter Hayes, dass die Morde unauffälliger wurden, wenn sie nicht flächendeckend an den Wohnorten der Opfer, sondern abgeschieden in den Vernichtungslagern stattfanden.[3]

Ziel der Vernichtungslager war demzufolge die vollständige physische Vernichtung der Opfer inklusive aller sterblichen Überreste sowie die Isolierung und Abschirmung gegenüber der Gesellschaft und den nicht unmittelbar zugeordneten Teilen von Armee und Verwaltung.
Ein wichtiges Merkmal war die Anbindung der Lager an das Schienennetz der Reichsbahn bzw. der Nachbarländer, damit sollte die Zuführung vorher zusammengestellter „Transporte“ und somit eine planmäßige und wirtschaftlich rationalisierte Massentötung – mithin die von den Nationalsozialisten als „Endlösung“ bezeichnete Ausrottung der europäischen Juden – ermöglicht werden.
Als Vernichtungslager wurden 1941/42 folgende acht Einrichtungen zur Durchführung des Massenmordes an den europäischen Juden betrieben:

### Auf 1939 annektiertem Reichsgebiet
Diese 1939 besetzten und rechtswidrig annektierten Reichsgebiete gehörten seit den 1920er Jahren zur Polnischen Republik bzw. (Stutthof) zum Gebiet der Freien Stadt Danzig, eine Folge der Gebietsveränderungen nach dem Ersten Weltkrieg. (Die Ziffern beziehen sich auf die Daten der Inbetriebnahme.)
- In Chelmno das Konzentrationslager Kulmhof, im Landkreis Warthbrücken (Koło) im Reichsgau Wartheland – ab 8. Dezember 1941
- Konzentrationslager Auschwitz-Birkenau im durch die Besatzer errichteten Landkreis Bielitz (Bielsko) in dem in Preußen eingegliederten Ost-Oberschlesien – wahrscheinlich ab 30. April 1942, spätestens ab Anfang Mai. Auschwitz wird als gesamter Lagerkomplex zugleich als Konzentrationslager zur Ausbeutung der Arbeitskraft der Gefangenen verwendet.
- Seit 1944 wurden auch im KZ Stutthof Menschen vergast, weshalb es von da an ebenfalls als Vernichtungslager bezeichnet wird.[4]

### Auf dem Gebiet des Generalgouvernements
Das Generalgouvernement bestand überwiegend aus 1939 besetzten Teilen von Polen.
- Belzec, in der Kreishauptmannschaft Zamość im Distrikt Lublin, Generalgouvernement – ab 17. März 1942
- Sobibor, in der Kreishauptmannschaft Cholm im Distrikt Lublin, Generalgouvernement – spätestens ab 6. Mai 1942
- Treblinka, in der Kreishauptmannschaft Sokolow im Distrikt Warschau, Generalgouvernement – ab 22. Juli 1942
- Konzentrationslager Majdanek, zunächst als Kriegsgefangenenlager der Waffen-SS bezeichnet; in der Kreishauptmannschaft Lublin im Distrikt Lublin, Generalgouvernement – ab 14. September 1942.

### Im Bezirk des Reichskommissariats Ostland
Die folgenden Lager im Bereich des Reichskommissariats Ostland werden in der internationalen Holocaustforschung meist (noch) nicht mit zu den Vernichtungslagern gezählt. Einzelheiten wurden erst spät bekannt; die Opfer wurden meist erschossen und die Opferzahlen sind im Vergleich mit den vorgenannten Vernichtungslagern geringer – siehe dazu die Einzelartikel.
| Name/Bezeichnung                 | Standort (heutiges Land) | Inbetriebnahme                                   | Schließung/Befreiung | Geschätzte Anzahl der Toten |
| -------------------------------- | ------------------------ | ------------------------------------------------ | -------------------- | --------------------------- |
| Bronnaja Gora, Breszkaja Woblasz | Belarus                  | 1942, Deportationszüge ab Juni 1942 nachgewiesen | März 1944            | mehr als 50.000             |
| Maly Trostinez bei Minsk         | Belarus                  | Mai 1942                                         | Juli 1944            | 40.000–60.000               |

## Tötungstechniken
In den Vernichtungslagern wurden drei unterschiedlich technisierte Formen des Massenmordes betrieben:
- In Belzec, Sobibor und Treblinka, den Lagern der Aktion Reinhardt im Generalgouvernement, wurden die Menschen durch das Einführen von Benzinmotorabgasen in Gaskammern getötet.[5][6]
- In Auschwitz-Birkenau, das zugleich auch Konzentrationslager war, wurden die Vergasungen mit Hilfe von als Zyklon B bekannt gewordenem Blausäuregas vorgenommen. Es wurden auch Erschießungen durchgeführt.
- In Majdanek, das zugleich auch Konzentrationslager war, wurden überwiegend Erschießungen durchgeführt; zudem wurden Vergasungen mit Hilfe von Kohlenstoffmonoxid aus Gasflaschen sowie später auch mit Zyklon B vorgenommen.[7]
- In Chelmno wurden drei dort stationierte Gaswagen mit Benzinmotoren eingesetzt; eine Gaskammer gab es dort nicht.[8]
- In Maly Trostinez wurden die Opfer größtenteils erschossen; außerdem wurden dort Gaswagen eingesetzt.
- In Bronnaja Gora wurden die Opfer erschossen.
- Nicht mehr Gehfähige, also überwiegend sehr Alte, Kranke und Sterbende, wurden in den Reinhardt-Lagern zumeist erschossen.

## Organisation und Instanzen
Mit der Durchführung der Endlösung der Judenfrage in den Vernichtungslagern waren ab Herbst 1941 drei verschiedene zentrale nationalsozialistische Instanzen, das Reichssicherheitshauptamt, die Kanzlei des Führers, das SS-Wirtschafts- und Verwaltungshauptamt, beauftragt:
- Chelmno und Maly Trostinez unterstanden dem Polizeiapparat des Reichssicherheitshauptamtes (RSHA) beziehungsweise den nachgeordneten Dienststellen des Inspekteurs der Sicherheitspolizei und des SD in Posen im Wartheland und des Kommandeurs der Sicherheitspolizei und des SD in Minsk im Generalbezirk Weißruthenien.
- Belzec, Sobibor und Treblinka unterstanden als Lager der Aktion Reinhardt der Kanzlei des Führers unter Reichsleiter Philipp Bouhler. Diese Kanzlei war auch hauptverantwortlich für die NS-Krankenmorde. Bei der Durchführung der Aktion Reinhardt im Generalgouvernement bediente sich die Kanzlei des Führers der Unterstützung des SS- und Polizeiführers im Distrikt Lublin, SS-Brigadeführer und Generalmajor der Polizei Odilo Globocnik, der wiederum dem Reichsführer SS und Chef der Deutschen Polizei, Heinrich Himmler, persönlich unterstellt war.
- Auschwitz-Birkenau und Majdanek unterstanden, wie die meisten Konzentrationslager, dem SS-Wirtschafts- und Verwaltungshauptamt (WVHA) unter Oswald Pohl und dort dem Inspekteur der Konzentrationslager Richard Glücks.

## Information und Konfrontation im Nachkriegsdeutschland
Nach der Befreiung der Konzentrationslager und der medizinischen Versorgung der KZ-Häftlinge sahen die Alliierten die Notwendigkeit, die deutsche Bevölkerung mit den unter ihren Augen begangenen Verbrechen zu konfrontieren. In den Konzentrationslagern wurden die unglaublichen Verbrechen sichtbar – auch für Menschen, die nicht bereits Augenzeugen der Verbrechen gewesen waren. Die örtliche Bevölkerung aus der Nachbarschaft der KZs wurde gezwungen, Lagerteile und Leichen der dort Ermordeten anzusehen bzw. Tote in würdigen Gräbern zu bestatten. Dabei ging es um unbestattete Leichen oder Umbettungen von Leichen aus Massengräbern. Es wurden mehrfach Filmdokumentationen und Fotobände für Vorführungen im besetzten Deutschland und Österreich hergestellt. Erstes Beispiel ist der Film Die Todesmühlen, im Original Death Mills. Er setzt sich überwiegend aus Filmmaterial zusammen, das in kurz zuvor befreiten KZs gedreht wurde – unter anderem in Auschwitz-Birkenau, Majdanek, Treblinka und Bergen-Belsen. Der Film ist nur mit ernster klassischer Musik unterlegt und hat keine Rahmenhandlung. Er geht auch auf die wirtschaftliche Ausbeutung der Häftlinge ein. Die Dokumentationen wurden zum Teil auch als Beweismittel für allfällige Gerichtsverfahren gegen Beteiligte, z. B. in den Nürnberger Prozessen oder im Frankfurter Auschwitzprozess erstellt.

## Dokumentarfilme, Dokumentarfilmszenen
- Aufschub – Dokumentarische Szenen aus einem Judendurchgangslager, 2007
- Belzec. französische Dokumentation, 2005
- Die Todesmühlen, unmittelbar nach der Befreiung der Lager von den USA produzierter Dokumentarfilm, 1945
- Majdanek – Friedhof Europas. amerikanischer Dokumentarfilm, 1945: das KZ Majdanek wurde als erstes Vernichtungslager von alliierten Truppen Ende Juli 1944 erreicht. Dies führte erstmals weltweit zu illustrierten Zeitungsberichten aus einem ehemaligen NS-Vernichtungslager.
- Nazi-Konzentrationslager, Beweismittel im Nürnberger Prozess gegen die Hauptkriegsverbrecher. Der Film entstand nicht in Vernichtungslagern.